# Rettenbach (powiat Günzburg)
Rettenbach – miejscowość i gmina w Niemczech, w kraju związkowym Bawaria, w rejencji Szwabia, w regionie Donau-Iller, w powiecie Günzburg, wchodzi w skład wspólnoty administracyjnej Offingen. Leży około 6 km na wschód od Günzburga.

## Demografia
| Rok  | Liczba mieszk. |
| ---- | -------------- |
| 1970 | 1 180          |
| 1987 | 1 275          |
| 2000 | 1 573          |

## Polityka
Wójtem gminy jest Sandra Dietrich-Kast, poprzednio urząd ten obejmowała Dagmar Berger, rada gminy składa się z 12 osób.
|      | CSU | UW | Bürgerliste | Razem |
| 2008 | 5   | 4  | 3           | 12    |
| 2002 | 7   | 5  | –           | 12    |